# Paulo Vilhena
Paulo Vilhena, né le 3 janvier 1979 à Santos dans l'État de São Paulo, est un acteur et présentateur brésilien. 

## Biographie
Vilhena  entre en 1998 dans la faculté de publicité et de marketing dans Pontíficia Universidade Católica de São Paulo, cependant il a abandonné ses études après avoir passé les auditions pour la série télévisée, Sandy & Junior (1998). En 2002, il fait ses débuts dans des feuilletons, dans Coração de Estudante (2002). Paul joue son premier protagoniste dans la telenovela Agora É que São Elas (2003) et joue dans la telenovela Celebridade (2003). Vilhena jour aussi dans la telenovela A Lua Me Disse (2005) et dans Paraíso Tropical (2007).

## Filmographie

### À la télévision
- 1998 - Sandy & Junior : Gustavo Beltrão
- 2002 - Coração de Estudante : Fábio
- 2003 - Agora É que São Elas : Vitório Augusto Ramos
- 2003 - Celebridade : Paulo César
- 2005 - A Lua Me Disse : Adonias
- 2006 - Minha Nada Mole Vida : Líber Mantovani : (1 épisode)
- 2007 - Paraíso Tropical : Fred
- 2008 - Casos e Acasos : Wilson (1 épisode)
- 2008 - Três Irmãs : Eros Pascoli
- 2009 - Young Hearts : Arthur (4 épisodes)
- 2010 - A Vida Alheia : Lírio
- 2011 - Morde e Assopra : Cristiano Cunha
- 2014 - (Des) encontros : Gael : (1 épisode)
- 2014 -  A Teia : Marco Aurélio Baroni
- 2014 - Império : Salvador
- 2017 - Pega Pega : Evandro Torres

### Au cinéma
- 2004 - Gang de Requins : Oscar
- 2004 - Tesouro da Cidade Perdida : Lisandro
- 2007 - O Magnata : André Magnata
- 2008 - Chega de Saudade : Marquinhos
- 2009 - Quanto Dura o Amor? : Nuno
- 2010 - As Melhores Coisas do Mundo : Marcelo
- 2014 - Entre Nós : Gus
- 2016 - Um Namorado para Minha Mulher : Gastão
- 2017 - Como Nossos Pais : Eduardo Vasconcellos
- 2018 - Talvez Uma História de Amor : João
- 2019 - Turma da Mônica: Laços : seu Cebola